# Renate Sami
Renate Sami (* Mai 1935 in Berlin; † 24. Dezember 2023 ebenda) war eine deutsche Filmregisseurin, die außerdem als Darstellerin, Regieassistentin, Drehbuchautorin sowie in den Funktionen Kamera, Schnitt, Produktionsleitung, Produktion und Aufnahmeleitung tätig war.

## Werdegang
Renate Sami heiratete mit 18 Jahren einen Ägypter und ging mit ihm nach Kairo. Sie hatte einen Sohn. In den 1960er Jahren kehrte sie in ihre Heimatstadt Berlin zurück und machte eine Ausbildung als Dolmetscherin und Übersetzerin. Renate Sami unterrichtete zunächst Französisch, Englisch und Deutsch und arbeitete zudem als Übersetzerin u. a. für die Verlage Melzer, Wagenbach und Rotbuch, bevor sie sich 1975 als Aufnahme- und Produktionsleiterin und Regieassistentin dem Film zuwandte. 1976 erschien eine von Sami zusammengestellte und aus dem Französischen übersetzte Biografie über die französische Dichterin und Anarchistin Louise Michel.
Sami bewegte sich in linkspolitischen Kreisen, lebte u. a. in der Grunewaldstraße 88, einem Netzwerkpunkt für 68er. Sie wurde im Mai 1970 in Berlin verhaftet, da sie unter Verdacht stand, bei einer Antikriegsdemonstration einen Brandanschlag auf das Amerika-Haus verübt zu haben. Sie blieb ein Jahr in Untersuchungshaft. Nach ihrer Haft arbeitete sie selbst in der „Roten Hilfe“, die sich für politisch Inhaftierte einsetzte. In einem Erinnerungstext an Dorothea Ridder beschreibt Sami ihre Verbindungen zur linken Szene der 68er. So wurde auch sie in ihrem Prozess durch das Anwaltskollektiv Hans-Christian Ströbele, Klaus Eschen, Otto Schily verteidigt. Der Freispruch erfolgte erst, nachdem die Anwälte Revision eingelegt hatten. Sami arbeitete auch, zusammen mit Klaus Eschen, Sibylle Plogstedt und Viktor Serge, an dem im Rotbuch Verlag erschienenen Buch „Wie man gegen Polizei und Justiz die Nerven behält“ mit.
Nach dem Tod des Filmstudenten Holger Meins, der 1974 nach einem Hungerstreik als Protest gegen die Haftbedingungen für die RAF-Gefangenen in der Justizvollzugsanstalt Wittlich umgekommen war, drehte Sami mithilfe einiger von Meins’ Freunden und Kommilitonen den Dokumentarfilm „Es stirbt allerdings ein jeder ...“ über ihn, der 1976 erschien. Sie begann, in verschiedenen Funktionen im Filmbereich zu arbeiten, u. a. als Regieassistentin und Produktions- und Aufnahmeleitung. 1975 bewarb sie sich an der Deutschen Film- und Fernsehakademie Berlin (DFFB) und wurde abgelehnt.
Samis feministische Perspektive wird u. a. im Werk „Filmtagebuch D 1975–1985 (Streifzüge)“ deutlich, das einerseits in einer Art filmischem Essay/Tagebuch das Leben in Westberlin porträtiert, dabei andererseits aber vor allem Frauen und weiblichen Alltag in den Blick nimmt. Auch in anderen Filmen, wie etwa „Mit Pyramiden“ (1990), nimmt Sami die Zuschauer mit auf eine Reise – hier nach Ägypten –, deren Bildfolgen und Zusammensetzung unerklärt bleiben, sodass Raum für eigene Deutungen und Assoziationen bleibt. Sami stellt dabei zwei Frauen vor, die unkommentiert aus ihrem Leben erzählen.
Sami nahm 1991 mit „Mit Pyramiden“ an der Berlinale teil. Ihre Werke wurden u. a. auf dem Rosen Filmfest im Palmengarten Frankfurt (2003) oder dem Women Make Waves Festival in Taiwan (2004) gezeigt. Unter dem Motto „A History of Resistance“ wurden einige Werke Samis auch am Harvard Film Archive gezeigt, wobei sie selbst bei den Vorführungen vor Ort war. Ihre Arbeit wird einem eher experimentellen, avantgardistischen Genre zugeordnet. Ihre Freundin, die Filmemacherin und Kuratorin Ute Aurand, beschreibt ihre Filme als eine Mischung aus „Essay, Poesie, Dokumentation, Tagebuch, Musik, Stille, Sprache.“ Auch Sami selbst vergleicht z. B. den Film „Ein Jahr“ (Premiere auf dem New York Film Festival 2011) mit einem Gedicht. Regelmäßig nahm Ute Aurand Werke Samis in ihre Programme auf. Zu ihrem 80. Geburtstag richtete das Arsenal – Institut für Film und Videokunst e.V. 2015 eine Werkschau für sie aus.
Ute Aurand und Sami veranstalteten zudem gemeinsam mit dem Filmemacher Theo Thiesmeier ab 1997, und später mit Bärbel Freund, Karl Heil, Milena Gierke und Johannes Beringer, die Filmreihe „Filmsamstag“. Als Gast nahm Sami auch an Veranstaltungen der Kinothek Asta Nielsen e. V. teil.
In „Berlin Chamissoplatz“ (1980) spielte Sami eine Barfrau und fungierte zudem als Produzentin. Der Film „Aus heiterem Himmel“, an dem Sami mit Marie-Susanne Ebert, Monika Funke-Stern, Ebba Jahn, Barbara Kasper, Anke Oehme, Ingrid Oppermann, Angi Welz-Rommel und Claudia Schilinski arbeitete, wurde 1982 bei der internationalen Filmwoche des Internationalen Filmfestivals Mannheim-Heidelberg als bester Fernsehfilm ausgezeichnet.
Die Filmförderungsanstalt gewährte der Stiftung Deutsche Kinemathek 2020 aus kuratorischem Interesse eine Fördersumme von knapp 66.000 Euro für den restauratorischen Erhalt des 1990 entstandenen Films „Mit Pyramiden“.

## Filmografie
- 1976: Es stirbt allerdings ein jeder ... (16 mm, s/w und Farbe, 60 min.; im Archiv der Deutschen Kinemathek)
- 1976: Jackpot, mit Matthias Weiss (16 mm, Farbe, 80 min.; im Archiv der Kinemathek München)
- 1978: Geschichten erzählen (Video, s/w., 80 min.)
- 1983: Die Schutzfolie (16 mm, s/w, 8 min.; im Verleih des Arsenal – Institut für Film und Videokunst)
- 1984: Grüne Chevrolets oder der Saxophonspieler, mit Ebba Jahn (16 mm, Farbe, 10 min.)
- 1985: Cesare Pavese. Turin - Santo Stefano Belbo, mit Petra Seeger (16 mm, Farbe, 60 min.; im Archiv der Deutschen Kinemathek)
- 1986: Nur ein paar Schritte (Video, s/w, 80 min.)
- 1990: Mit Pyramiden (16 mm, Farbe, 93 min.; im Archiv der Deutschen Kinemathek)
- 1990: Fahrt nach Kairo (16 mm, Farbe, 60 min.; im Archiv der Deutschen Kinemathek)
- 1994: Die schöne Gießerin (Video High8, Farbe, 30 min.)
- 1995: Wenn du eine Rose siehst (16 mm, Farbe, 4 min.; im Verleih des Arsenal – Institut für Film und Videokunst)
- 1996: Gespräche mit 14 Nipkow-Stipendiaten (Video VHS, Farbe, 30 min.)
- 1996: Broadway Mai 95 (16 mm, s/w und Farbe, 30 min.; im Verleih des Arsenal – Institut für Film und Videokunst)
- 2000: Sarah Schumann malt ein Bild (MiniDV, Farbe, 46 min.)
- 2003: Taliesin. Frank Lloyd Wright (MiniDV, Farbe, 22 min.)
- 2005: Filmtagebuch 1975–1985 (Streifzüge) (MiniDV, Farbe, 37 min.)
- 2007: Liane Birnbergs Werkstatt und die Geschichte ihres Vaters David Baruch Birnberg (MiniDV, 38 min.)
- 2011: Ein Jahr (MiniDV, s/w und Farbe, 12 min.)
- 2011: Venedig 2011 (HDV, Farbe, 4:50 min.)
- 2013: Am Lietzensee (HDV, Farbe, 9:25 min.)
- 2013: Kairo April 2013 (HDV, Farbe, 1:45 min.)
- 2015: Sarah Schumann malt ein Bild (HDV, 15 min.)
- 2016: Japan März 2014 (HDV, Farbe, 4:47 min.)
- 2016: Linum mit Barbara (HDV, Farbe, 1:13 min.)
- 2017: Buchholz mit Antje (HDV, Farbe, 2 min.)
- 2018: 1, 2, 3 Krähen und eine leere Bank (HDV, Farbe, 2 min.)
- 2018: Cape Cod (HDV, Farbe, 2:37 min.)